# Caledonian Road (métro de Londres)
Caledonian Road est une station de la Piccadilly line du métro de Londres. Elle est située dans le borough londonien d'Islington, en zone 2.
Son bâtiment est classé Grade II listed building.